# تندرینگ، اسکس
تندرینگ (به انگلیسی: Tendring) یک روستا و محله مدنی در بریتانیا است که در Tendring واقع شده‌است. تندرینگ ۷۳۶ نفر جمعیت دارد.